# Tanapat Waempracha
Tanapat Waempracha (thailändisch ธนภัทร แวมประชา, * 12. November 1995) ist ein thailändischer Fußballspieler.

## Karriere
Tanapat Waempracha erlernte das Fußballspielen in der Jugendmannschaft des Erstligisten Muangthong United in Pak Kret, einem nördlichen Vorort der Hauptstadt Bangkok. Hier steht er bis heute unter Vertrag. 2018 wurde er an den Bangkok FC ausgeliehen. Der Club spielte in der dritten Liga, der Thai League 3, in der Upper Region. 2020 wechselte er auf Leihbasis zum Udon Thani FC. Mit dem Verein aus Udon Thani spielte er einmal in der zweiten Liga. Nach der Ausleihe kehrte er zu SCG zurück. Nachdem er für Muangthong nicht zum Einsatz gekommen war, wechselte er am 1. Juni 2021 zum Muang Loei United FC. Der Verein aus Loei spielt in der North/Eastern Region der dritten Liga. Am Ende der Saison feierte er die Meisterschaft der Region. In den Aufstiegsspielen zur zweiten Liga konnte man sich jedoch nicht durchsetzen. Für Muang Loei absolvierte er insgesamt 27 Ligaspiele. Nach Vertragsende bei Muangthong wechselte er im Juni 2022 ablösefrei zum Erstligisten Nongbua Pitchaya FC. Am Ende der Saison 2022/23 musste er mit Nongbua als Tabellenvorletzter den Weg in die Zweitklassigkeit antreten. Nach einer Saison und sieben Erstligaspielen wechselte er im Juli 2023 wieder zum Muang Loei United FC. Hier stand er bis Jahresende 17-mal auf dem Spielfeld. Der Mahasarakham FC, ein Drittligist, der ebenfalls in der North/Eastern Region spielt, nahm ihn im Januar 2024 unter Vertrag. Am Ende der Saison 2023/24 wurde er mit dem Verein Vizemeister der Region und qualifizierte sich für die Aufstiegsspiele zur zweiten Liga. Hier konnte man sich durchsetzten und stieg in die zweite Liga auf. Im Sommer 2024 wechselte er nach Sisaket zum Zweitligaaufsteiger Sisaket United FC. Nach 16 Ligaspielen wurde sein Vertrag nach der Hinrunde 2024/25 nicht verlängert. Im Januar 2025 verpflichtete ihn der ebenfalls in der zweiten Liga spielende Chiangmai United FC.